# Buliga, Ialomița
Buliga este o localitate componentă a municipiului Fetești din județul Ialomița, Muntenia, România. La recensământul din 2002, localitatea avea 1157 locuitori, toți declarându-se români.